# Paralabrax maculatofasciatus
Paralabrax maculatofasciatus är en fiskart som först beskrevs av Steindachner, 1868.  Paralabrax maculatofasciatus ingår i släktet Paralabrax och familjen havsabborrfiskar. IUCN kategoriserar arten globalt som livskraftig. Inga underarter finns listade i Catalogue of Life.